# Salīm Bahrām
Salīm Bahrām (persiska: سليم بهرام) är en ort i Iran.   Den ligger i provinsen Mazandaran, i den norra delen av landet, 170 km nordost om huvudstaden Teheran. Salīm Bahrām ligger 308 meter över havet och antalet invånare är 166.
Terrängen runt Salīm Bahrām är kuperad, och sluttar norrut. Runt Salīm Bahrām är det ganska tätbefolkat, med 96 invånare per kvadratkilometer. Närmaste större samhälle är Sari, 15,3 km norr om Salīm Bahrām. I omgivningarna runt Salīm Bahrām växer i huvudsak blandskog.